# Лас-Амерікас (аеропорт)
Міжнародний аеропорт Лас-Амерікас (ісп. Aeropuerto Internacional Las Américas, or AILA) (IATA: SDQ, ICAO: MDSD) — другий за завантаженістю аеропорт Домініканської Республіки, розташований у Пунта-Кауседо, на південному узбережжі острова Еспаньйола. Аеропорт розташований приблизно в 15 км на схід від столиці Санто-Домінго і в 15 км на захід від великого міста Бока-Чика. Аеропортом управляє Aeropuertos Dominicanos Siglo XXI (AERODOM), приватна корпорація, що базується в Домініканській Республіці, на умовах 25-річної концесії на будівництво, експлуатацію та передачу (BOT) шість аеропортів країни. Лас-Амерікас зазвичай отримує широкий вибір довго-, середньо- та короткомагістральних літаків. Інший аеропорт Санто-Домінго, Ла-Ісабела, набагато менший і використовується лише легкомоторними літаками. У 2011 році аеропорт обслужив 3 074 445 пасажирів. Міжнародний аеропорт Пунта-Кана є найбільшим аеропортом країни з 4 460 583 пасажирами.

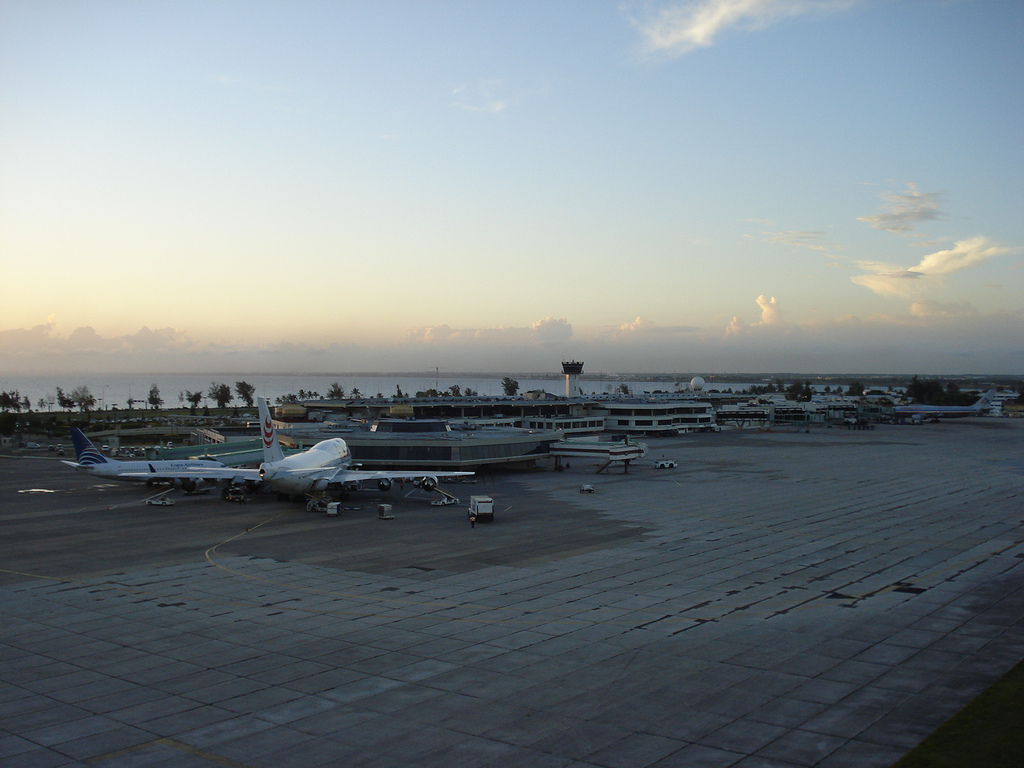

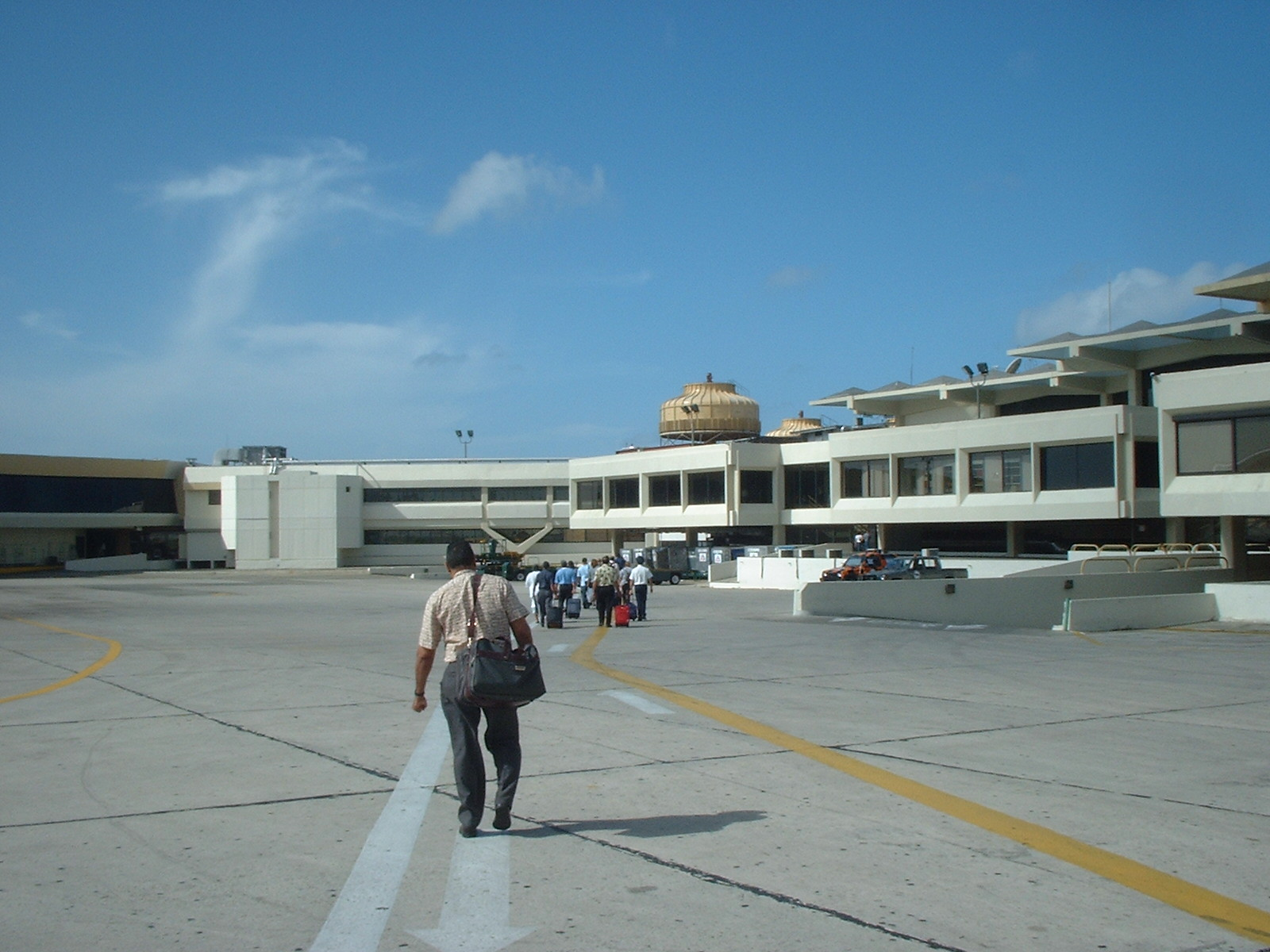